# Vladimir Agatov
Vladimir Agatov (în rusă Владимир Гариевич Агатов; n. 28 iulie 1901, Kiev, gubernia Kiev⁠(d), Imperiul Rus – d. 15 noiembrie 1966, Moscova, RSFS Rusă, URSS) a fost un poet și textier rus.